# Paardenkopnevel

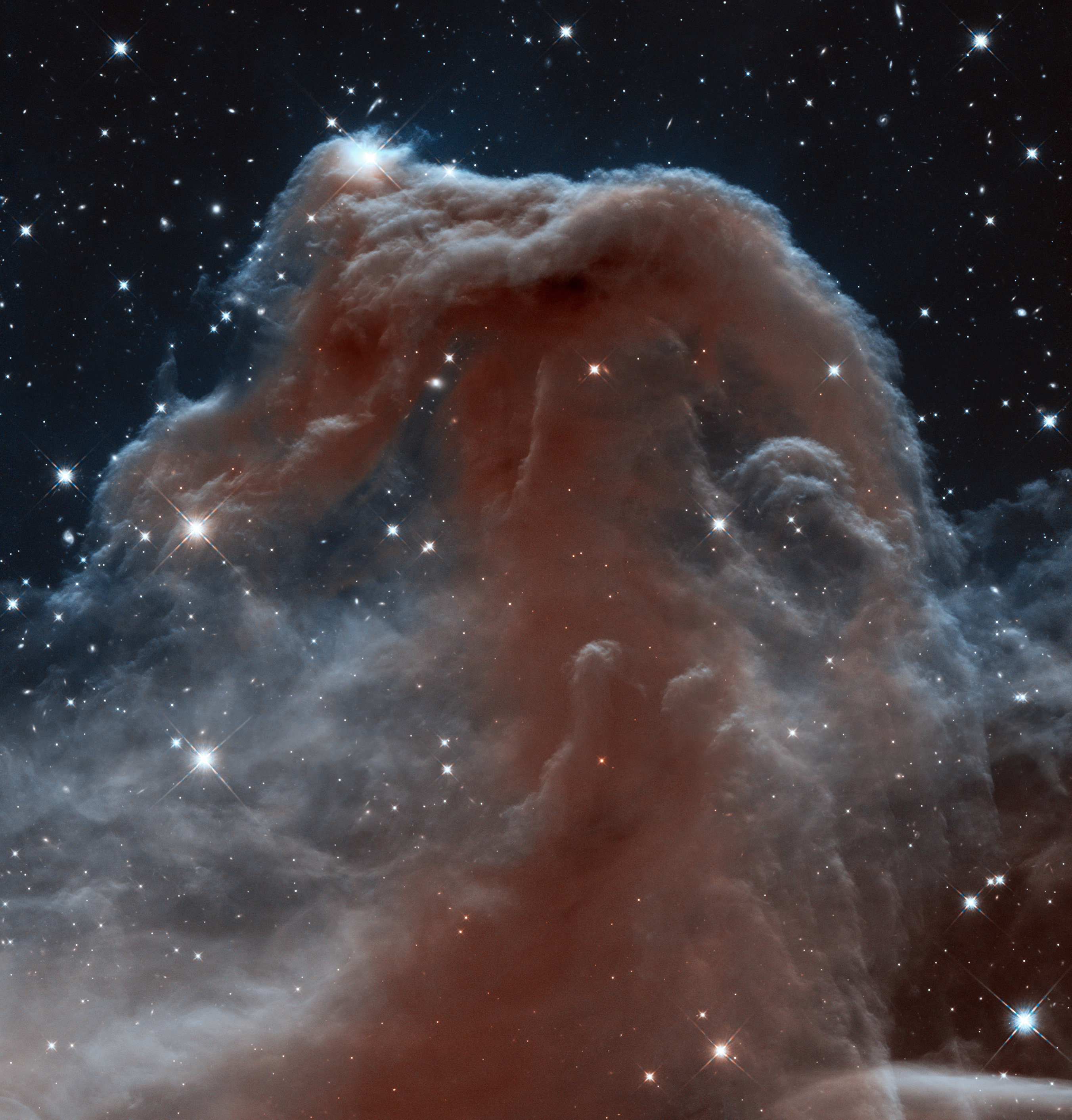
De Paardenkopnevel in het nabij-infrarood

De Paardenkopnevel (Barnard 33) is een absorptienevel die een deel van het op de achtergrond liggende H-II-gebied IC 434 verduistert. Het object dankt zijn naam aan de vorm van de nevel en het is wellicht een van de bekendste nevels. Om de bekende 'paardenkop' te zien moet het beeld 90 graden gedraaid worden, daarom is hij het best te zien als Orion net aan de hemel staat en dus nog op z'n zij ligt.
De nevel, die visueel moeilijk te zien is, omdat hij in de buurt van Alnitak ligt, werd in 1888 ontdekt door Williamina Fleming op een fotografische plaat gemaakt met een telescoop van de Harvard College Observatory. De nevel IC 434 wordt geïoniseerd door de ster σ Orionis waartegen de donkere stofwolken die de Paardenkopnevel vormen zich afsteken. Het hele gebied, op 1.375±54 lichtjaar afstand, is onderdeel van het Orioncomplex, een gebied van gas- en stofwolken die grote delen van het sterrenbeeld Orion beslaan en waar ook de Orionnevel, M78 en Barnard's Loop deel van uitmaken.
De afstand is gebaseerd op de parallax van 2MASS J05405172-0226489, een jong stellair object in het hoofd van de nevel. 